# Gstaad

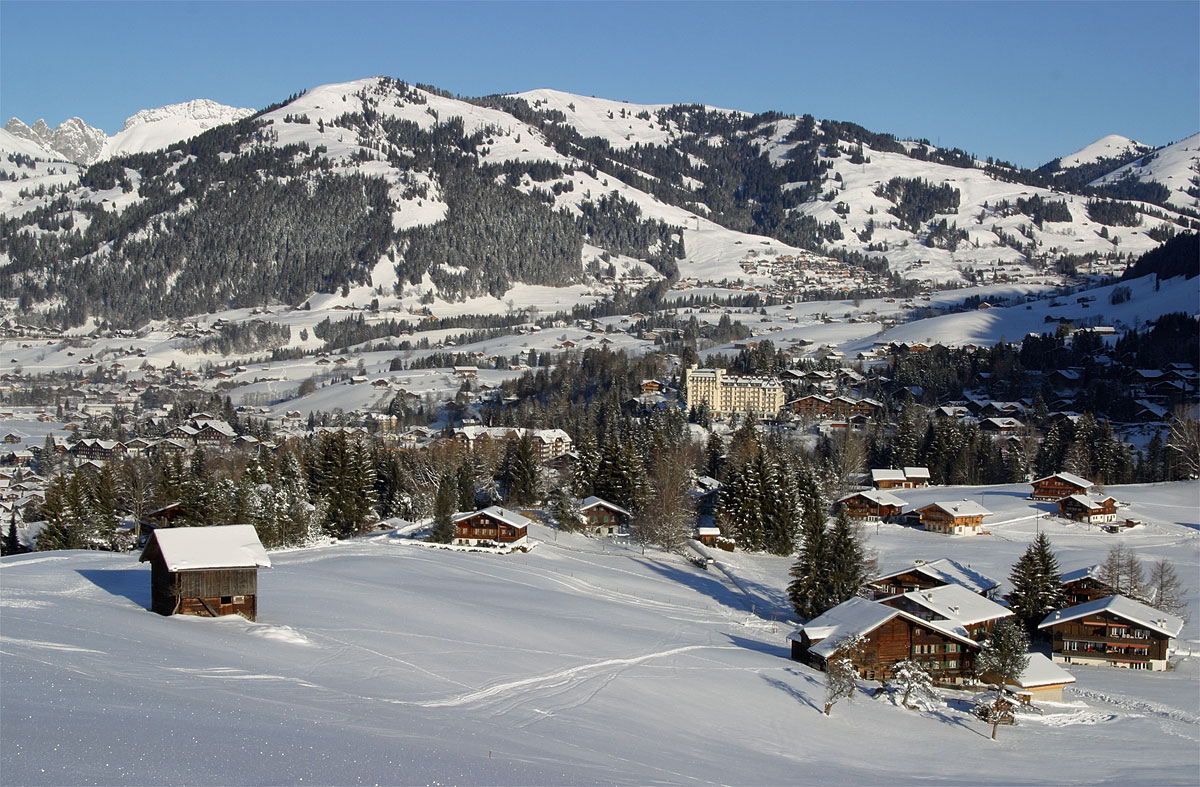
Gstaad

Gstaad este o localitate cu 6961 loc. (în 2008) situată la altitudinea de 1050 m, în cantonul Berna, Elveția. Gstaad aparține comunei Saanen.